# Дмитриева, Наталья Васильевна
Наталья Васильевна Дмитриева — советский хозяйственный, государственный и политический деятель, доктор медицинских наук, профессор.

## Биография
Родилась в 1934 году в Рязани. Член КПСС.
С 1957 года — на хозяйственной, общественной и политической работе. В 1957—1964 гг. — участковый врач-педиатр, ассистент, доцент кафедры детских болезней Рязанского медицинского института, организатор и заведующая отделением патологии новорожденных Рязанской областной детской больницы, заведующая кафедрой детских болезней с курсами детской хирургии и педиатрии ФПДО.
Кандидатская диссертация на тему «Стафилококковые желудочно-кишечные заболевания у детей раннего возраста» (1965). Докторская диссертация на тему «Факторы реактивности в патогенезе сепсиса у новорожденных детей в зависимости от состояния здоровья матери» (1976).
Избиралась депутатом Верховного Совета РСФСР 10-го и 11-го созывов.
Умерла в Рязани в 2008 году.